# 居来提·买买提明
居来提·买买提明（1953年3月—），男，维吾尔族，新疆洛浦人。中华人民共和国政治人物。第九届全国人大代表。第十二届全国政协常务委员。

## 生平
1971年10月加入中国共产党。1975年2月参加工作。中共中央党校研究生。历任中央民族学院干训部教师；中共和田地委宣传部干事；和田地区团委书记，中共和田地委办公室副主任、保密委主任；墨玉县副县长；中共墨玉县委常委、代理县长；中共和田地委纪检委第一副书记。中共和田地委组织部副部长。中共和田地委委员、副书记、行署专员；中共新疆维吾尔自治区政协党组成员、副秘书长。2001年至2007年12月28日，任新疆维吾尔自治区政协秘书长。
此后，出任新疆维吾尔自治区财政厅党组书记、副厅长。2013年3月27日，新疆维吾尔自治区人民政府决定: 任命艾拉提·艾山为自治区财政厅副厅长，免去居来提·买买提明的自治区财政厅副厅长职务。2013年，同时被免去自治区财政厅党组书记职务。